# Vlag van Gorinchem

vlag van de gemeente Gorinchem

De vlag van Gorinchem is op 9 augustus 1938 door de gemeenteraad van de Zuid-Hollandse gemeente Gorinchem aangenomen als gemeentelijke vlag. 
Halverwege de 19e eeuw voerden sommige Gorcumse schepen een vlag met vier rode en drie witte banen. In de brede (witte) middelste baan stond een afbeelding van het stadswapen omgeven door een krans met daaronder de plaatsnaam Gorinchem. Die vlag werd opgetekend in 1857, maar werd nooit tot officiële vlag uitgeroepen.
Bij het 40-jarig regeringsjubileum van koningin Wilhelmina vond op 6 september 1938 een nationale jeugdhulde plaats. Bij deze hulde werd elke Nederlandse gemeente geacht hiervoor enkele jongeren met een gemeentevlag af te vaardigen. Bij gebrek aan een officiële gemeentevlag stelde het college van burgemeester en wethouders op 9 augustus 1938 een vlag vast die als volgt beschreven wordt: negen banen van wit en rood, waarvan de middelste baan twee keer zo hoog is als de andere. De kleuren rood en wit zijn afkomstig van het familiewapen van het geslacht Van Arkel. De vlag lijkt verder veel op de vlag die in 1857 werd opgetekend en die in 1870 werd vermeld in het vlaggenboek van Steenbergen. Alleen het wapen en de tekst ontbreken.

## Verwante afbeeldingen

Wapen van Gorinchem
Vlag 19e eeuw

Alblasserdam
· Albrandswaard
· Alphen aan den Rijn
· Barendrecht
· Bodegraven-Reeuwijk
· Capelle aan den IJssel
· Delft
· Den Haag
· Dordrecht
· Goeree-Overflakkee
· Gorinchem
· Gouda
· Hardinxveld-Giessendam
· Hendrik-Ido-Ambacht
· Hillegom
· Hoeksche Waard
· Kaag en Braassem
· Katwijk
· Krimpen aan den IJssel
· Krimpenerwaard
· Lansingerland
· Leiden
· Leiderdorp
· Leidschendam-Voorburg
· Lisse
· Maassluis
· Midden-Delfland
· Molenlanden
· Nieuwkoop
· Nissewaard
· Noordwijk
· Oegstgeest
· Papendrecht
· Pijnacker-Nootdorp
· Ridderkerk
· Rijswijk
· Rotterdam
· Schiedam
· Sliedrecht
· Teylingen
· Vlaardingen
· Voorne aan Zee
· Voorschoten
· Waddinxveen
· Wassenaar
· Westland
· Zoetermeer
· Zoeterwoude
· Zuidplas
· Zwijndrecht